# Calau nan
El calau nan (Horizocerus hartlaubi) és una espècie d'ocell de la família dels buceròtids (Bucerotidae) que habita els boscos de l'Àfrica central i Occidental des de Sierra Leone, sud de Guinea i Libèria, cap a l'est fins a l'oest d'Uganda, i cap al sud fins al sud de la República del Congo i la República Democràtica del Congo.

## Taxonomia
Inclòs en principi al gènere Tockus, va passar al gènere Horizocerus arran els treballs de González et al. 2013.

S'han classificat en dues subespècies, que modernament el HBW Alive considera espècies de ple dret:
- calau nan occidental (Horizocerus hartlaubi sensu stricto) (Gould, 1861). Des de Guinea i Sierra Leone fins Gabon i la Rep. del Congo
- calau nan oriental (Horizocerus granti) (Hartert, 1895), de la Rep. Dem. del Congo i zones limítrofes de la rep. del Congo i Uganda.